# National Resources Division
La National Resources Division degli Stati Uniti d'America (in italiano letteralmente: Divisione Nazionale Risorse, nota con la sigla NR) è la divisione interna della CIA le cui funzioni principali sono di stilare rapporti volontari sui cittadini statunitensi che viaggiano all'estero per motivi lavorativi o famigliari, e di reclutare studenti stranieri, diplomatici o affaristi per poi renderli attivi all'interno della CIA una volta tornati nel proprio Paese d'origine.

## Storia
La NR è nata nel 1991 dalla fusione di altre due divisioni della Cia: la Foreign Resources Division e la National Collection Division.